# Самотній голос людини
«Самотній голос людини» (рос. «Одинокий голос человека») — російський радянський художній фільм, знятий режисером Олександром Сокуровим за сценарієм Юрія Арабова в 1978 році і вийшов на екрани в 1987 році. Фільм був знятий на навчальній студії ВДІКу і засуджений керівництвом інституту до знищення. Тільки підміна плівки і таємне винесення з ВДІКу режисером врятували фільм, який у результаті вийшов на екрани лише через десять років після зйомок. Дебютна картина Олександра Сокурова і Юрія Арабова.
Сценарій фільму створений за мотивами творів Андрія Платонова «Річка Потудань», «Таємна людина», «Походження майстра».

## Зміст
Історія червоноармійця, який повертається до мирного життя після всіх жахів громадянської війни. Нелегко забути те, що він пережив. Та йому допомагає кохання до дівчини Люби. Герой всіляко намагається допомогти їй і молоді люди, чисті серцем, потроху роблять кроки назустріч своєму скромному щастю. Екранізація повісті Андрія Платонова «Річка Потудань».

## Ролі
- Андрій Градов — Микита червоноармієць
- Тетяна Горячева
- Володимир Дегтярьов
- Микола Кочегаров — службовець в РАГСі (дебют в кіно)
- Сергій Шукайло
- Володимир Гладишев
- Людмила Яковлєва
- Іван Неганов
- Євгенія Волкова
- Ірина Журавльова

## Знімальна група
- Режисер: Олександр Сокуров
- Сценарист: Юрій Арабов
- Оператор: Сергій Юріздицький
- Художники: В. Лебедєв, Л. Логмеле
- Музика з творів Кшиштофа Пендерецького, Отмара Нуссіо, А. Бурдова, Г. Сомерса
- Звукорежисер: Ірина Журавльова

## Нагороди
- Гран-прі «Бронзовий леопард» на 40-му МКФ в Локарно, Швейцарія (1987)
- Диплом фільму на Фестивалі фестивалів в Торонто і Онтаріо, Канада (1988)